# Metzmachersgut
Das Metzmacher Gut, auch Metzensmachers Gut genannt, war ein altes Bauerngut und Wohnplatz in Strundorf auf dem Gebiet des heutigen Stadtteils Stadtmitte der Stadt Bergisch Gladbach  im Rheinisch-Bergischen Kreis.

## Lage und Beschreibung
In einer Zehntrolle aus dem 18. Jahrhundert wird die Lage des Metzmachers Gut wie folgt beschrieben: „Metzenmachers Gut im Strundorff, dem Dietrich und Wilhelm Kirdorff gehörig, schießet mit einem Vorhaupt auf die Straße, rechterseits und mit dem zweiten Vorhaupt auf Steuffelsberger Guts Hof und Busch, linkerseits langs Corschildgens Guts Land […]“.
Das Metzmachers Gut war mit ca. drei Viertelscheid Grundbesitz ein relativ kleines Gut.

## Geschichte
Aus der oben angegebenen Zehntrolle ergibt sich, dass das Metzmachers Gut zu dieser Zeit Teil der Honschaft Gladbach im Amt Porz war. Aus einem Verzeichnis von 1675 ist bekannt, dass das Gut dem Paffrather Fronhof lehnrührig war.
Unter der französischen Verwaltung zwischen 1806 und 1813 wurde das Amt Porz aufgelöst und das Metzensmachers Gut wurde politisch der Mairie Gladbach im Kanton Bensberg zugeordnet. 1816 wandelten die Preußen die Mairie zur Bürgermeisterei Gladbach im Kreis Mülheim am Rhein. Mit der Rheinischen Städteordnung wurde Gladbach 1856 Stadt, die dann 1863 den Zusatz Bergisch bekam.
1845 wird der Ort als Ackergütchen klassifiziert und mit einem Haus und sieben Einwohnern gezählt. Zu dieser Zeit war er Teil der Gemeinde Gladbach und der katholische Pfarre Paffrath. Danach ist das Gut nicht mehr aufgeführt.